# 스프링 바이잉턴

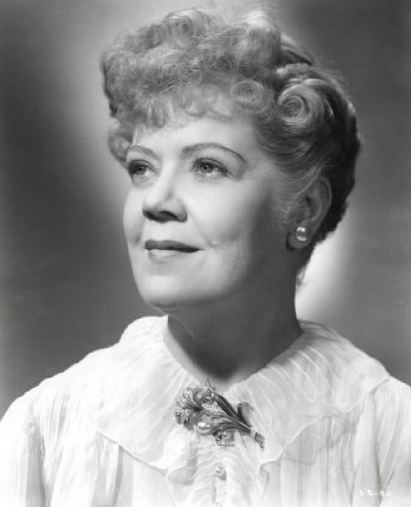

스프링 바이잉턴(Spring Byington, 1886년 10월 17일 ~ 1971년 9월 7일)는 미국의 배우, 연극 배우, 텔레비전 배우, 영화배우이다.
콜로라도스프링스에서 태어났으며 할리우드에서 사망하였다. 사인은 암이다.

## 영화
- 배트맨 - 66년 TV 시리즈 (1966년)
- 제발 데이지는 먹지 마세요 (1960년)
- 비코즈 유어 마인 (1952년)
- 레몬 드롭 키드 (1951년)
- 외야의 천사들 (1951년)
- 지옥문을 열어라 (1950년)
- 루이사 (1950년) - 루이사 노턴 역
- 즐거운 여름 (1949년)
- BF의 딸 (1948년)
- 리빙 인 어 빅 웨이 (1947년)
- 내 남동생은 말과 이야기한다 (1947년)
- 드래곤윅 (1946년)
- 스릴 오브 어 로맨스 (1945년)
- 캡틴 에디 (1945년)
- 솔티 오로키 (1945년)
- 아윌 비 씨 유 (1944년)
- 헤븐리 바디 (1944년)
- 천국은 기다려준다 (1943년)
- 프레즌팅 릴리 마스 (1943년)
- 배니싱 버지니안 (1942년)
- 록시 하트 (1942년)
- 데블 앤 미스 존스 (1941년)
- 존 도우를 찾아서 (1941년)
- 파랑새 (1940년)
- 럭키 파트너 (1940년)
- 톰 소여의 모험 (1938년)
- 제저벨 (1938년)
- 우리 집의 낙원 (1938년) - 페니 시카모어 역
- 차지 오브 더 라이트 브리게이드 (1936년)
- 테오도라 고즈 와일드 (1936년)
- 황무지 (1935년)
- 런던의 늑대인간 (1935년)
- 웨이 다운 이스트 (1935년)
- 바운티호의 반란 (1935년) - 바이암 부인 역
- 작은 아씨들 (1933년)